# إيتيموني تيمواني
إيتيموني تيموني (بالإنجليزية: Etimoni Timuani) (ولد في 14 أكتوبر 1991 في فونافوتي) هو رياضي توفالوي. هو لاعب كرة قدم سابق ومختص حاليا في الجري السريع في مسافة 100م.

## روابط خارجية
- إيتيموني تيمواني على موقع الاتحاد الدولي لألعاب القوى (الإنجليزية)
- إيتيموني تيمواني على موقع ناشيونال فوتبول تيمز (الإنجليزية)
- إيتيموني تيمواني على موقع Soccerway.com (الإنجليزية)
- إيتيموني تيمواني على موقع اللجنة الأولمبية الدولية (الإنجليزية)
- إيتيموني تيمواني على موقع أوليمبيديا (الإنجليزية)